# Padaczka niemowlęca z wędrującymi napadami ogniskowymi
Padaczka niemowlęca z wędrującymi napadami ogniskowymi (MPSI, Malignant Migrating Partial Seizures in Infancy) – padaczka okresu niemowlęcego. Występuje przed 6. miesiącem życia.

## Etiologia
Przyczyna padaczki wieku niemowlęcego z wędrującymi napadami ogniskowymi nie jest znana. W piśmiennictwie raportowane były przypadki ze stwierdzoną mutacją w genie SCN1A, PLCB1 i KCNT1.

## Cechynapadów padaczkowych
- nieprowokowane,
- obustronnie niezależne,
- lekooporne,
- wieloogniskowe,
- trwają bardzo krótko i powtarzają się wielokrotnie w ciągu doby, mogą występować w seriach[2],
- częściowe,
- w większości przypadków współistnieją z objawami autonomicznymi (zaczerwienienie skóry, sinica, bezdechy)[2].

Dochodzi do następczego pogorszenia stanu neurologicznego, choć początkowo niemowlęta rozwijają się prawidłowo.

## Badania dodatkowe
Zapis EEG: czynność podstawowa początkowo prawidłowa, z następczą dezorganizacją. Wieloogniskowe iglice między napadami padaczkowymi. Początki napadów w wieloogniskowych lokalizacjach.
W badaniu obrazowym mózgowia nieprawidłowości nie są stwierdzane. U części pacjentów pojawia się mikrocefalia w ciągu pierwszego roku trwania napadów padaczkowych.
Złe rokowanie.